# Synoicum tropicum
Synoicum tropicum är en sjöpungsart som först beskrevs av Sluiter 1909.  Synoicum tropicum ingår i släktet Synoicum och familjen klumpsjöpungar. Inga underarter finns listade i Catalogue of Life.